# Дзюдзян
Дзюдзян (на китайски: 九江市; пинин: Jiǔjiāng) е град в провинция Дзянси в Югоизточен Китай. Разположен е на река Яндзъ. Дзюдзян е с население от 650 000 жители (2004 г.), а населението на целия административен район, който включва и града, е 4 728 778 жители. В града се намират два университета. Южно от града се разпростира планина/национален парк, който е туристическа атракция под егидата на ЮНЕСКО.